# توماس سكوت (سياسي أمريكي)
توماس سكوت (بالإنجليزية: Thomas Scott)‏ هو محامي وقاضي وسياسي أمريكي، ولد في 31 أكتوبر 1772 في ماريلند في الولايات المتحدة، وتوفي في 13 فبراير 1856 في تشيليكوث في الولايات المتحدة. حزبياً، نشط في الحزب الديمقراطي. وقد انتخب Supreme Court of Ohio ‏ وانتخب عضو مجلس نواب أوهايو (4 ديسمبر 1815 – 1 ديسمبر 1816).